# Эсья (хоккейный клуб)
«Эсья» (исл. Esja) — хоккейная команда, базирующаяся в Рейкьявике, Исландия. Команда играет в исландской хоккейной лиге. Основана в 2013 году.

## История клуба
Хоккейный клуб «Эсья» был основан в 2014 году по инициативе мини-футбольного клуба УМФК. Команда была названа в честь горы Эсья, расположенной неподалёку от Рейкьявика.
В 2017 году команда впервые стала чемпионом Исландии по хоккею с шайбой. Как чемпион страны команда приняла участие в Континентальном кубке по хоккею с шайбой 2017/18. В первом раунде турнира команда заняла последнее, четвёртое место в группе А и выбыла из турнира.